# Capela Nossa Senhora da Penha

A Capela de Nossa Senhora da Penha, no município de Passos, no estado de Minas Gerais possivelmente começou a ser construída em 1863, como forma de pagamento à uma promessa feita pela família de Antonio de Faria Lolou, tendo sido inaugurada e consagrada em 07 de setembro de 1867 pelo padre João da Fonseca e Mello e, 50 anos depois, surgiu a Paróquia da Penha. Em 26 de agosto de 1998, a Capela foi tombada pela prefeitura de Passos através do Decreto Municipal nº. 316. No ano de 2010 a Capela foi reinaugurada, após uma ampla reforma.    